# (7556) Perinaldo
(7556) Perinaldo ist ein Asteroid des äußeren Hauptgürtels, der am 18. März 1982 vom belgischen Astronomen Henri Debehogne am La-Silla-Observatorium (IAU-Code 809)  der Europäischen Südsternwarte in Chile entdeckt wurde.
Der Asteroid wurde am 20. Dezember 2012 nach der norditalienischen Gemeinde Perinaldo in der Region Ligurien benannt, die im 11. Jahrhundert vom Grafen Rinaldo di Ventimiglia gegründet wurde und der Geburtsort der Astronomen Giovanni Domenico Cassini (1625–1712) und Giacomo Filippo Maraldi (1665–1729) ist.